# Alpenstock

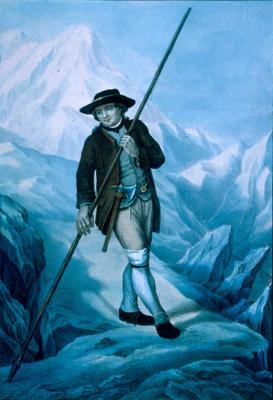
Jacques Balmat munito di alpenstock e di accetta legata alla cintura

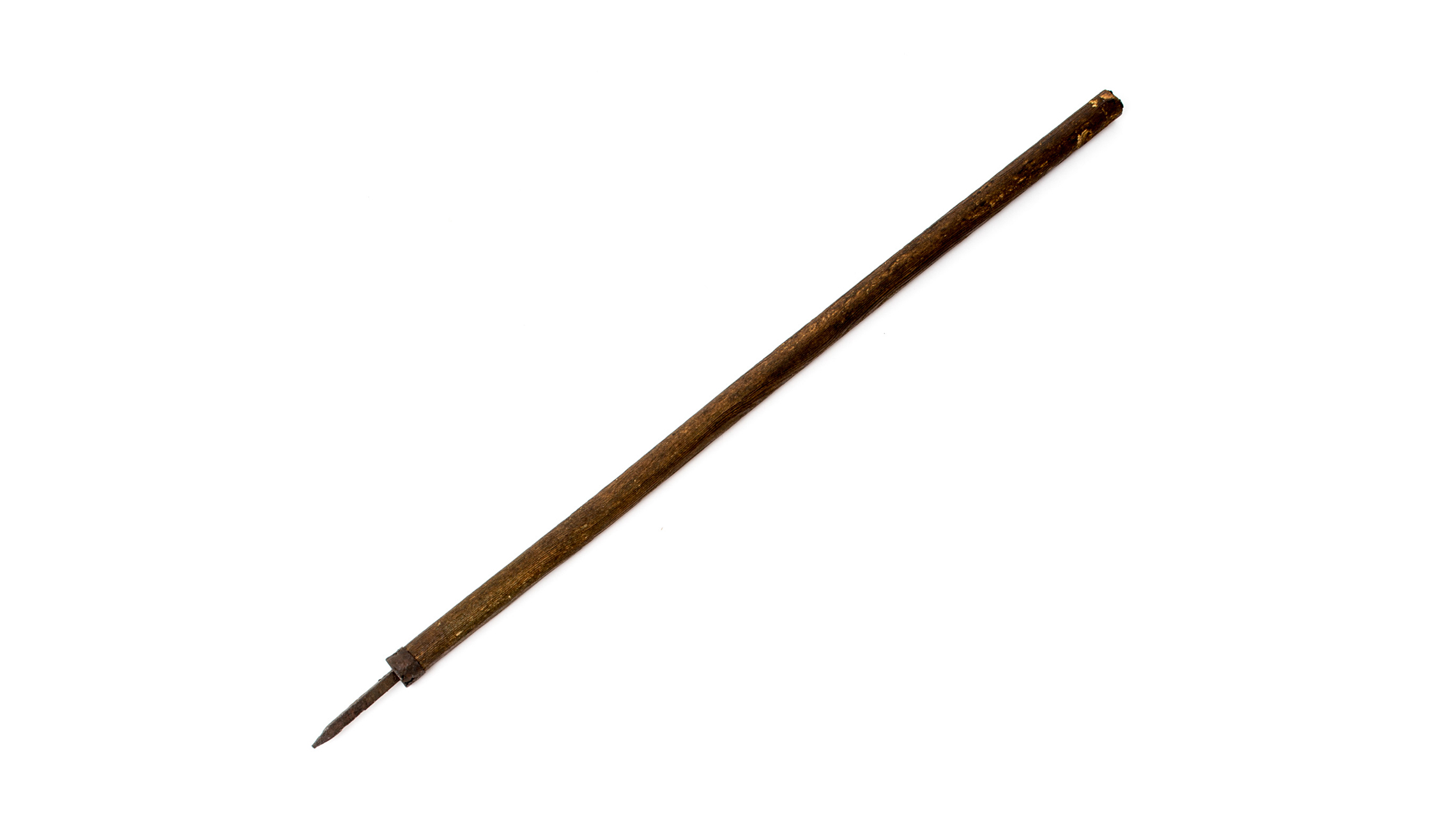
Alpenstock del 1900 al MUSE di Trento

L'alpenstock (tedesco per "bastone alpino"), in italiano pistocco, è un bastone dotato di una punta metallica, storicamente utilizzato per la progressione in montagna. In uso fin dal medioevo, è l'antenato della moderna piccozza.

## Uso
L'uso d'eccellenza era il sondaggio dei buchi o crepacci nei glacio-nevai: l'alpinista sondava il terreno prima di progredire, in modo da evitare i pericolosi ponti instabili. Un altro utilizzo, ma meno efficace, perché più pericoloso, era per la discesa dai pendii nevosi: la cosiddetta tecnica di discesa a "raspa" prevedeva l'uso dell'Alpenstock per dirigere, a mo' di timone, l'alpinista. Tale uso si è perso con l'introduzione della tecnica di discesa con lo sci.

## Storia
L'alpenstock venne nominato già nel 1574 da Josias Simmler con il nome latino di alpinus baculus (cioè "bastone alpino").
Fin dal Settecento viene accompagnato da un'accetta da legna che serve agli alpinisti per tagliare gradini nel ghiaccio. Ben presto viene soppiantato da più comode asce da lavoro di carpenteria.
A metà Ottocento i due strumenti si fondono per creare la prima rudimentale piccozza, che tuttavia è sempre molto lunga ed ha la lama verticale come una scure.
Scomparso dalla pratica alpinistica, sopravvive nella tradizione scautistica come bastone che regge il guidone.
Inoltre vengono adesso chiamati alpenstock i bastoncini da escursionismo, derivati da quelli da sci.